# Lactoria cornuta
Lactoria cornuta — вид скелезубоподібних риб родини кузовкових (Ostraciidae).

## Поширення
Населяє тропічні та субтропічні води Індо-Пацифіки та Червоного моря. Трапляється біля узбережжя Східної Африки, Південної Азії та Австралії.

## Опис
Сягає завдовжки 30 см, максимальний розмір 46 см.

## Спосіб життя
Населяє кам'янисті рифи на глибині до 50 м. Це всеїдні риби, що живляться водоростями, планктоном, губками, поліхетами, молюсками, ракоподібними та дрібною рибою.

## Використання
Використовується для утримування в акваріумі. У висушеному вигляді продають на сувеніри. В їжу не використовують, бо м'ясо містить отруйні токсини.